# 채민지
채민지(1984년 3월 13일~)은 한국의 여자 성우다. 대원방송 성우극회 소속 2012년 대원방송 성우극회 공채 3기로 입사했다. 현재 프리랜서로 활동중이다. 어머니는 이숙영이다.

## 출연작품

### 애니메이션
- 기동전사 건담 AGE - 키오 아스노
- 도라에몽(2005년 애니메이션) 또는 신 도라에몽 - 도라에몽(12기까지)
- 반지의 비밀일기 (KBS) - 호용
- 투모로우 나라의 마일스 - 마일스
- 리틀 프린세스 소피아 - 웬델
- 놓지마 정신줄 (KBS) - 철수, 앨리스 김, 일등이
- 생일왕국의 프린세스 프링 (KBS1) - 퐁
- 트랜스포머 레스큐봇 - 코디 번즈
- 페어리테일 - 레비 맥거딘, 렉터
- 바비와 진주의 마법 (KBS) - 쿠타 심포니
- 바쿠만 - 미나
- 벨제바브 - 염왕, 치아키
- 바비와 진주의 마법 - 쿠타
- 스위트 프리큐어♪ - 하미
- 작열의 탁구소녀 - 자시키와라시 자쿠라
- 원피스 - 페로나, 지로
- 몬스터 스트라이크 더 무비 - 아서
- 울트라 키즈짱 - 초롱이, 솔이
- 여고생 수다클럽 - 박하은
- 캡틴 근육맨 - 지니어스
- 츠리타마 - 마리코
- 미나미家 세자매 4기 (애니박스) - 마키
- 달의 요정 세일러문 R - 베르체
- 달의 요정 세일러문 S - 필리아(비리유이), 쁘띠롤(푸치롤)
- 해피해피 다마고치! - 텔린, 우와사치, 키키치, 세이커치
- 알쏭달쏭 캐치! 티니핑 - 꾸며핑
- 긴급 구조 친구들 - 제이든
- 라이즈맨 - 리사

### 애니메이션 영화
- 페어리 테일 - 봉황의 무녀
- 짱구는 못말려 태풍을 부르는 나와 우주의 프린세스 - 금빛나
- 산타의 매직 크리스탈 - 디디
- 극장판 도라에몽: 신 진구의 버스 오브 재팬 - 도라에몽
- 쿠보와 전설의 악기 - 쿠보
- 바비와 크리스마스의 마법 - 켈리
- 장난감이 살아있다 - 매티
- 슈퍼배드3 - 니코
- 원피스 스탬피드 - 페로나
- 피니와 퍼브 무비: 캔디스, 우주에 맞서다 (디즈니+) - 스테이시 히라노

### 외화 및 특촬
- 파워레인저 고버스터즈 - 어린 재키 (레드 버스터) / 유미 / 퍼핏로이드 / 하미나 / 나미
- 가면라이더 포제 - 안보영
- 가면라이더 오즈
- 파워레인저 다이노포스 - 이가람

### 게임
- 블루 프로토콜 - 샬롯
- 원신 - 슈브르즈